# 金葆康
金葆康（1967年10月—），江苏兴化人，汉族，中国民主同盟盟员。中华人民共和国政治人物、第十三届全国人民代表大会安徽地区代表。

## 生平
2018年2月24日，当选为第十三届全国人大代表。